# Richard Houston
Richard Houston, né vers 1721 à Dublin et mort en 1775, est un graveur irlandais en manière noire dont la carrière a lieu principalement à Londres. 

## Biographie

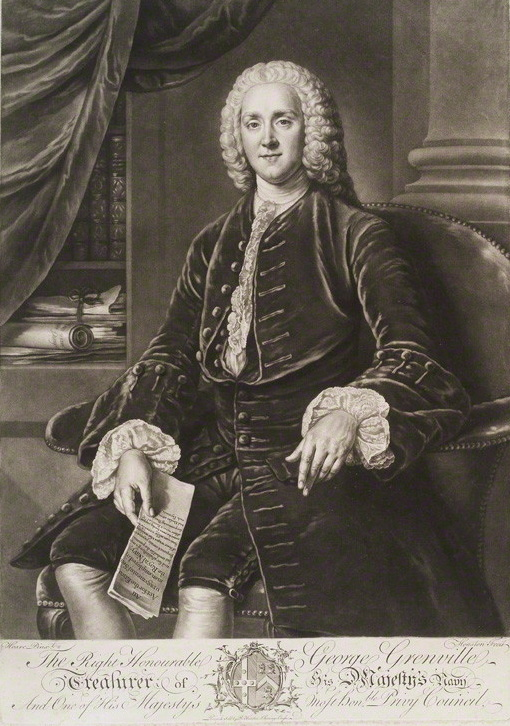
George Grenville, vers 1750-1775, manière noire (National Portrait Gallery).

Né à Dublin vers 1721, il est l'élève de John Brooks dans sa ville natale, qui est également le maître de James MacArdell et de Charles Spooner. Il arrive à Londres vers 1747.
Emprisonné pour dettes, il n'est libéré qu'en 1760, lors de l'avènement de George III.
Il grave des sujets mythologiques et historiques en manière noire. Il est aussi peintre de miniatures.